# Niška Banja
Niška Banja (izvirno srbsko Нишка Бања) je naselje v Srbiji, ki je središče istoimenske občine; slednja pa je del Niškega upravnega okraja. Nahaja se v vznožju Suve planine.

## Demografija
V naselju živi 3582 polnoletnih prebivalcev, pri čemer je njihova povprečna starost 40,3 let (39,5 pri moških in 41,0 pri ženskah). Naselje ima 1494 gospodinjstev, pri čemer je povprečno število članov na gospodinjstvo 2,97.
To naselje je, glede na rezultate popisa iz leta 2002, večinsko srbsko in v času zadnjih treh popisov je opazen porast števila prebivalcev.
|  |

| Demografija | Demografija     | Demografija     |
| Leto        | Št. prebivalcev | Št. prebivalcev |
| ----------- | --------------- | --------------- |
|             |                 |                 |
|             |                 |                 |
|             |                 |                 |
|             |                 |                 |
| 1948        | 910             |                 |
| 1953        | 1168            |                 |
| 1961        | 1991            |                 |
| 1971        | 3131            |                 |
| 1981        | 3854            |                 |
| 1991        | 4179            | 4081            |
| 2002        | 4507            | 4437            |
|             |                 |                 |

| Etnična sestava po popisu iz leta 2002 | Etnična sestava po popisu iz leta 2002 | Etnična sestava po popisu iz leta 2002 | Etnična sestava po popisu iz leta 2002 | Etnična sestava po popisu iz leta 2002 |
| -------------------------------------- | -------------------------------------- | -------------------------------------- | -------------------------------------- | -------------------------------------- |
| Srbi                                   | Srbi                                   |                                        | 4.270                                  | 96,23%                                 |
| Romi                                   | Romi                                   |                                        | 108                                    | 2,43%                                  |
| Bolgari                                | Bolgari                                |                                        | 8                                      | 0,18%                                  |
| Makedonci                              | Makedonci                              |                                        | 7                                      | 0,15%                                  |
| Črnogorci                              | Črnogorci                              |                                        | 6                                      | 0,13%                                  |
| Hrvati                                 | Hrvati                                 |                                        | 6                                      | 0,13%                                  |
| Ukrajinci                              | Ukrajinci                              |                                        | 1                                      | 0,02%                                  |
| Muslimani                              | Muslimani                              |                                        | 1                                      | 0,02%                                  |
| Madžari                                | Madžari                                |                                        | 1                                      | 0,02%                                  |
| Neznano                                | Neznano                                |                                        | 23                                     | 0,51%                                  |